# Stroudley (tipo de letra)
Stroudley es un tipo de fuente de letra, sans-serif (sin serifa), creado en 1996 por Dalton Maag (agencia tipográfica) por encargo de Kowloon-Canton Railway Corporation (KCRC), un operador de transporte en Hong Kong, para su uso en la identidad corporativa de su sistema ferroviario (Kowloon–Canton Railway); la versión utilizada por la empresa ferroviaria se llamó Casey.

## Historia
La tipografía Casey fue presentada en 1996 por el KCRC. Es una fuente sans-serif humanista condensada similar a Frutiger o Myriad (fuentes tipográficas o tipos de letras) más amplias, y el nombre Casey proviene de KC, las 2 primeras letras de KCRC.
Más tarde, Dalton Maag, realizó una modificación de la Casey que lanzó como fuente comercial con el nombre de "Stroudley". Stroudley pasó a servir como plantilla para el tipo de letra Barlow, tipografía que se diseñó para la señalización en la estación internacional St Pancras de Londres . 

## Uso
La fuente tipográfica Casey fue un encargo de KCRC a Dalton Maag para ser usada en la identidad corporativa de su sistema ferroviario. Su primer uso fue en el logotipo de KCRC, que fue revisado posteriormente en 1996. Cuando se modernizó la EMU de Metro Cammell de KCR East Rail (ahora línea East Rail), el número de su flota se publicó claramente en Casey. La misma práctica se hizo cuando entraron en servicio los nuevos trenes SP1900.
Cuando el KCR West Rail (Tuen Ma Line tras su fusión con Ma On Shan Rail) comenzó a operar, su uso se expandió a toda su cartelería, letreros e información de estaciones WR, e incluso se convirtió en la fuente utilizada por defecto en su publicidad y folletos que distribuyó la Corporación.
Si bien la mayoría de los carteles antiguos de KCR han sido reemplazados para que coincidan con el estilo MTR (usando el tipo de letra Myriad) después de la fusión ferroviaria (MTR Corporation), la fuente Casey se puede encontrar aún en muchos carteles.
En 2019, la fuente Casey empezó a usarse en el sistema de transporte público de Singapur, ésta fue introducida por primera vez en la apertura de la estación MRT de Canberra y la línea MRT Thomson-East Coast, y pasando a reemplazar la anterior fuente, Ocean Sans.